# Dolmen von Fourques Hautes
Der Dolmen von Fourques Hautes liegt inmitten eines kultivierten Feldes nordwestlich von Brengues mit Blick auf das Tal der Célé bei Livernon im Département Lot in Frankreich. Dolmen ist in Frankreich der Oberbegriff für neolithische Megalithanlagen aller Art (siehe: Französische Nomenklatur).
Der Zugang zum Dolmen wurde einseitig durch eine Trockensteinmauer verengt. Früher wurden hier Schafe untergebracht, vielleicht diente er auch als „Cazelle“ (Hirtenhütte) oder als Anstand für Jäger. Die hintere Wand des Dolmens ist ebenfalls eine Trockensteinkonstruktion, die den Endstein vollständig verbirgt.
Der Boden des Dolmens scheint zumindest teilweise gepflastert zu sein, aber das muss nicht zeitgenössisch mit der Konstruktion sein, da das Gelände offensichtlich ausgegraben wurde.
Der stark abgewitterte Deckstein misst etwa 3,3 × 2,5 × 0,55 m. Auf dem Deckstein wurden Lesesteine gelegt. Dies gibt ihm das Aussehen des Dolmens von Verdier-Petit in Durbans auf den auch viele Steine gelegt wurden. Der Hügel ist nicht erhalten.
Der Dolmen in Fourques Hautes liegt auf einem Feld und ist nicht immer zugänglich. 
Etwa 2,5 km südlich von Grezes liegt der Dolmen von Fourques Basses. Der allseitig überstehende Deckstein ist etwa 3,0 Meter lang, 2,8 Meter breit und 0,35 Meter dick und leicht geneigt. Die Kammer ist 2,8 Meter lang, 1,4 Meter breit und 1,1 Meter hoch.